# Пенсилвания
Пенсилвания (на английски: Pennsylvania [ˌpɛnsɨlˈveɪnjə], (Pennsilfaani)), официално название – Общност на Пенсилвания (на английски: Commonwealth of Pennsylvania) е щат в САЩ, чийто пощенски код е PA, а столицата е Харисбърг.

## Население
Населението на Пенсилвания е 12 448 279 души. (2008)
По раси:
- Бели – 84,10%
- Афроамериканци – 10%
- Латиноамериканци – 3,20%
- Азиатци – 1,80%
- И други – 0,9%

## География
Общата площ на Пенсилвания е 119 265 km², от които 116 057 km² суша и 3208 km² вода, което се равнява на около 2,7% от общата площ.

## Градове
- Бетълхем
- Блумсбърг
- Брадфорд
- Дю Бойс
- Клиърфилд
- Ланкастър
- Мийдвил
- Питсбърг
- Рединг
- Скрантън
- Стейт Колидж
- Уилямспорт
- Филаделфия
- Харисбърг
- Хейзълтън
- Честър
- Шарън

## Други населени места
- Лансфорд
- Монровил

## Окръзи
Пенсилвания се състои от 67 окръга:
1. Адамс
2. Алегени
3. Армстронг
4. Бедфорд
5. Бийвър
6. Блеър
7. Брадфорд
8. Бъкс
9. Бъркс
10. Бътлър
11. Вашингтон
12. Венанго
13. Грийн
14. Делауеър
15. Джеферсън
16. Джуниата
17. Дофин
18. Елк
19. Ери
20. Индиана
21. Йорк
22. Камбрия
23. Камерън
24. Карбън
25. Клариън
26. Клиърфийлд
27. Клинтън
28. Колумбия
29. Кроуфорд
30. Къмбърланд
31. Лайкоминг
32. Лакуана
33. Ланкастър
34. Лорънс
35. Лебанон
36. Лихай
37. Люцерн
38. Маккийн
39. Мифлин
40. Монро
41. Монтгомъри
42. Монтур
43. Мърсър
44. Нортхамптън
45. Нортъмбърланд
46. Пайк
47. Пери
48. Потър
49. Сентър
50. Скулкил
51. Снайдър
52. Съливан
53. Самърсет
54. Съскуихана
55. Тайога
56. Уайоминг
57. Уейн
58. Уестморленд
59. Уорън
60. Файет
61. Филаделфия
62. Форест
63. Франклин
64. Фултън
65. Хънтингдън
66. Честър
67. Юниън